# Heilig Kruiskerk (Offenburg)
De Heilig Kruiskerk  (Duits: Heilig-Kreuz-Kirche) is een katholieke parochiekerk in Offenburg (Baden-Württemberg).

## Geschiedenis
De huidige kerk werd tegen het einde van de 17e eeuw gebouwd en staat op de fundamenten van een eerste Heilig Kruiskerk, die in de 13e eeuw werd gebouwd en bij de stadsbrand van 1689 verwoest werd. Het huidige kerkbouw werd in belangrijke mate door de  Vorarlberger bouwschool beïnvloed.
Markant onderdeel van het kerkgebouw is de drie verdiepingen tellende toren. Het middenschip en de beide zijschepen worden door rijen pijlers van elkaar gescheiden. In het gotische koor zijn nog muurresten van de eerste kerk te herkennen.  

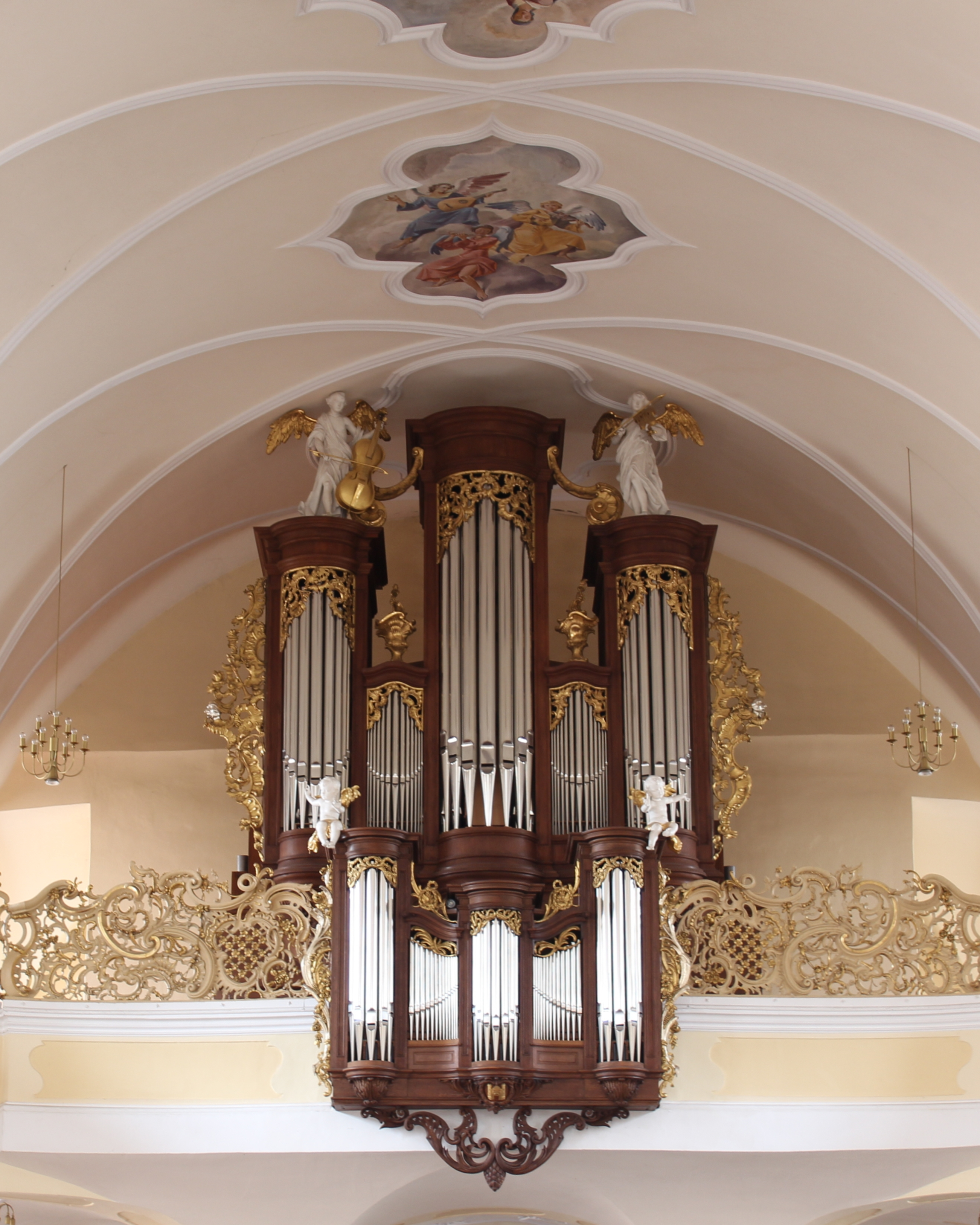
Het orgel in 2014

## Inrichting
Het hoogaltaar werd in 1740 door Franz Lichtenauer gebouwd. In het linker zijkoor bevindt zich een renaissance kruisbeeld uit het jaar 1521.

## Rond de kerk
Misschien het meest waardevolle kunstwerk van de stad Offenberg is de Olijfberg, een nis in de vorm van een gotische kapel uit het jaar 1524. Te zien zijn de discipelen Petrus, Johannes en Jacobus met daarachter de biddende Heiland met daarachter talrijke figuren.  
Voor de Olijfberg bevindt zich op het kerkplein een kruisbeeld, dat herinnert aan het oude kerkhof dat hier ooit lag. Het crucifix werd Petrus Valentijn de Oudere gemaakt en het betreft een kopie van een crucifix, dat in 1521 door Andreas van Urach werd gemaakt.  
Aan een buitenmuur staat het grafmonument van de ridder Georg van Bach († 1538), de laatste telg van het adelgeslacht Van Bach.

## Orgel
Het orgel werd in 2001 door Claudius Winterhalter gebouwd. Het instrument bezit 36 registers en heeft mechanische speeltracturen. De orgelkas stamt uit 1760.